# Lait de renne
Le lait de renne est le lait produit par la femelle du Renne (Rangifer tarandus) et qui est généralement consommé par les faons. Principalement utilisé dans la cuisine sami (en), il est aujourd'hui rarement exploité,.

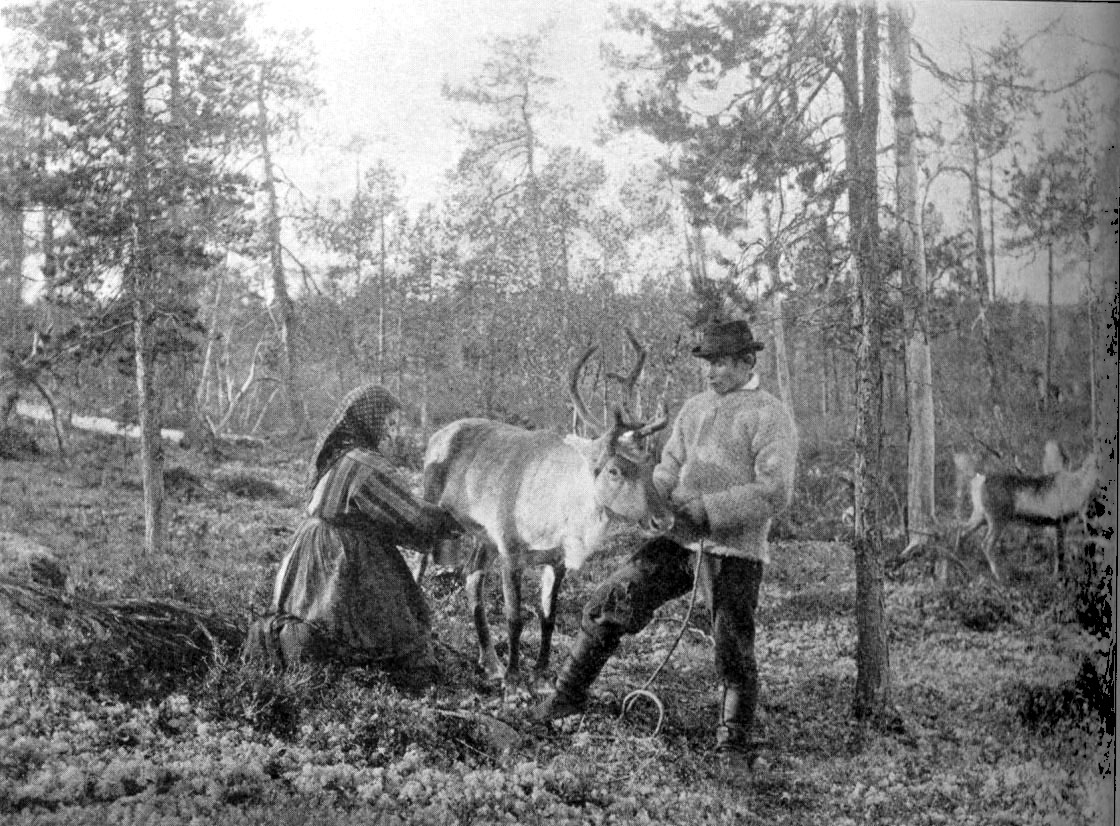
Traite à la main par des Kvènes à Muotkavaara (en), près de Sør-Varanger (Norvège). Photographie d'Ellisif Wessel (en) de la fin du XIXe siècle et située à l'écomusée de Norvège.
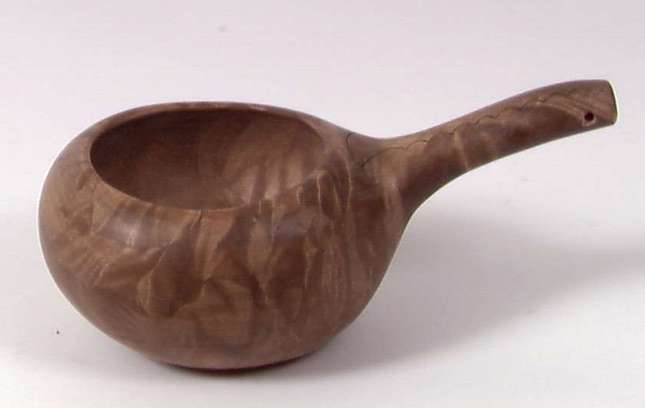
Le lait extrait est historiquement placé dans un bol de lait consacré : le nahppi (no).